# Bahnhof Fukuroi
Der Bahnhof Fukuroi (jap. 袋井駅, Fukuroi-eki) ist ein Bahnhof auf der japanischen Insel Honshū, betrieben von der Bahngesellschaft JR Central. Er befindet sich in der Präfektur Shizuoka auf dem Gebiet der Stadt Fukuroi.

## Verbindungen
Fukuroi ist ein Zwischenbahnhof und früherer Anschlussbahnhof an der von JR Central betriebenen Tōkaidō-Hauptlinie, einer der bedeutendsten Bahnstrecken Japans. Regionalzüge verkehren, abhängig von Streckenabschnitt und Tageszeit, zwei- bis fünfmal pro Stunde zwischen Atami und Toyohashi. Während der Verkehrsspitzen verkehren zwischen Numazu und Hamamatsu zusätzliche Home Liner (ホームライナー), Eilzüge mit reservierten Sitzplätzen.

## Anlage
Der Bahnhof steht im Stadtteil Takao, südlich des Stadtzentrums. Die Anlage ist von Osten nach Westen ausgerichtet und besitzt sechs Gleise, von denen vier dem Personenverkehr dienen. Diese liegen an einem überdachten Mittelbahnsteig und an zwei Seitenbahnsteigen. In der Regel werden jedoch nur die Gleise am Mittelbahnsteig genutzt. Das Empfangsgebäude besitzt die Form eines Reiterbahnhofs, der sich über die gesamte Anlage spannt. Eine daran angebaute überdachte Fußgängerbrücke ermöglicht eine Verbindung zwischen beiden Bahnhofsvorplätzen, ohne die Bahnsteigsperren passieren zu müssen. Der Busterminal auf dem nördlichen Vorplatz ist Endstation von einem Dutzend Buslinien, die von Akiha Bus, Entetsu Bus und dem Stadtbus Fukuroi angeboten werden. Die Bushaltestelle auf dem südlichen Vorplatz dient drei weiteren Linien.
Im Jahr 2016 zählte der Bahnhof täglich durchschnittlich 5231 Fahrgäste.

## Bilder

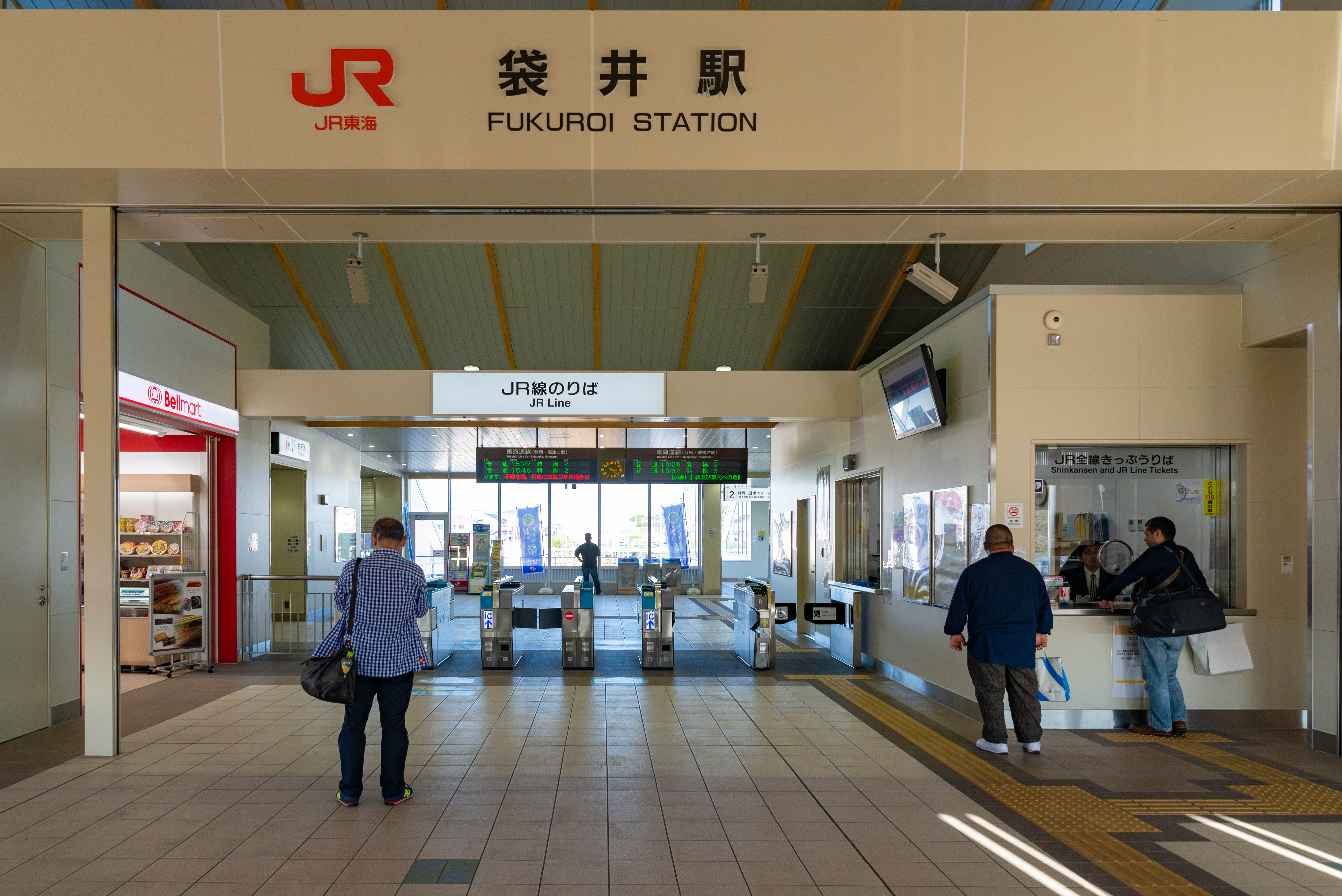
Bahnsteigsperren
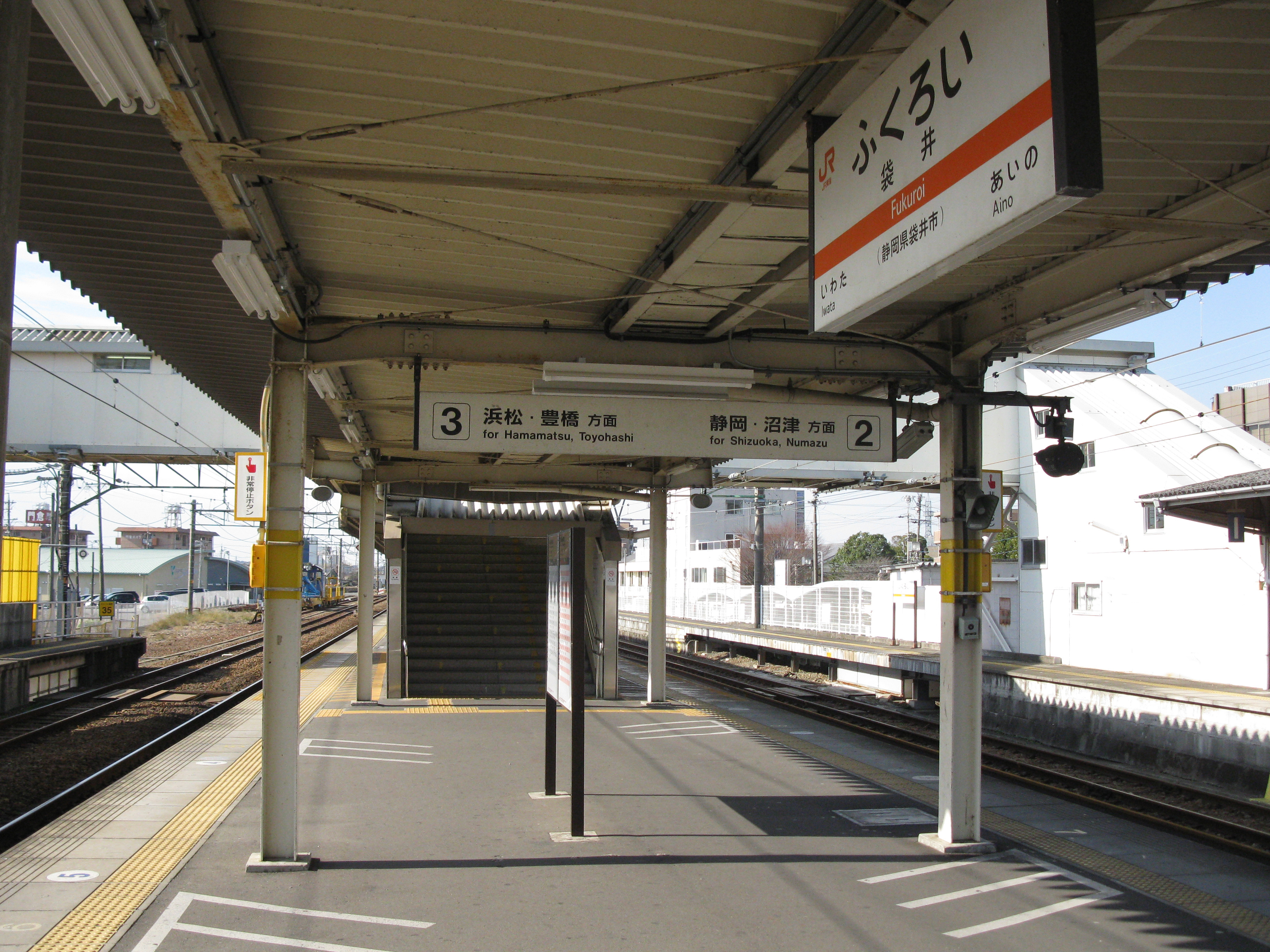
Mittelbahnsteig
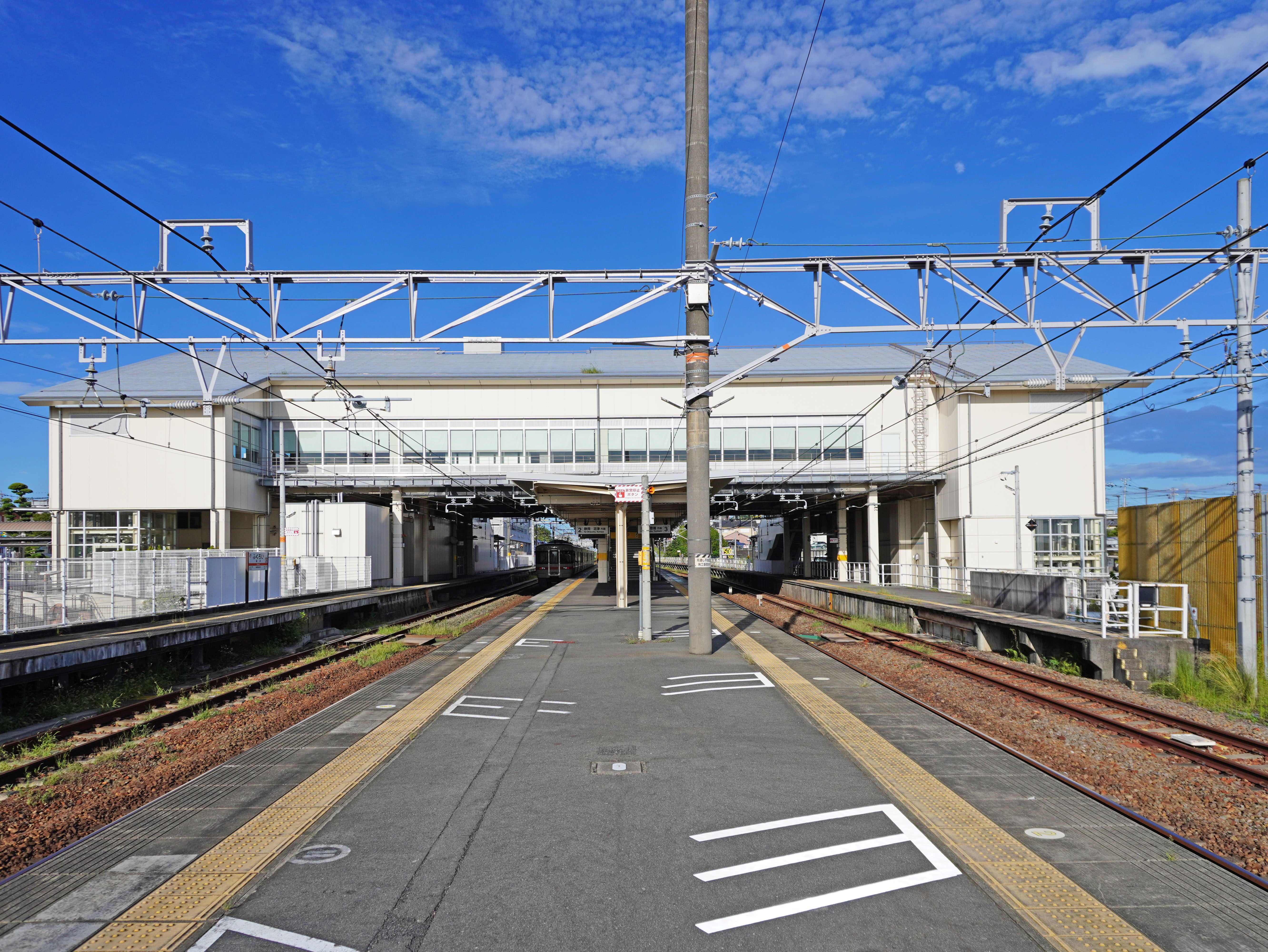
Bahnsteig und Fußgängerbrücke
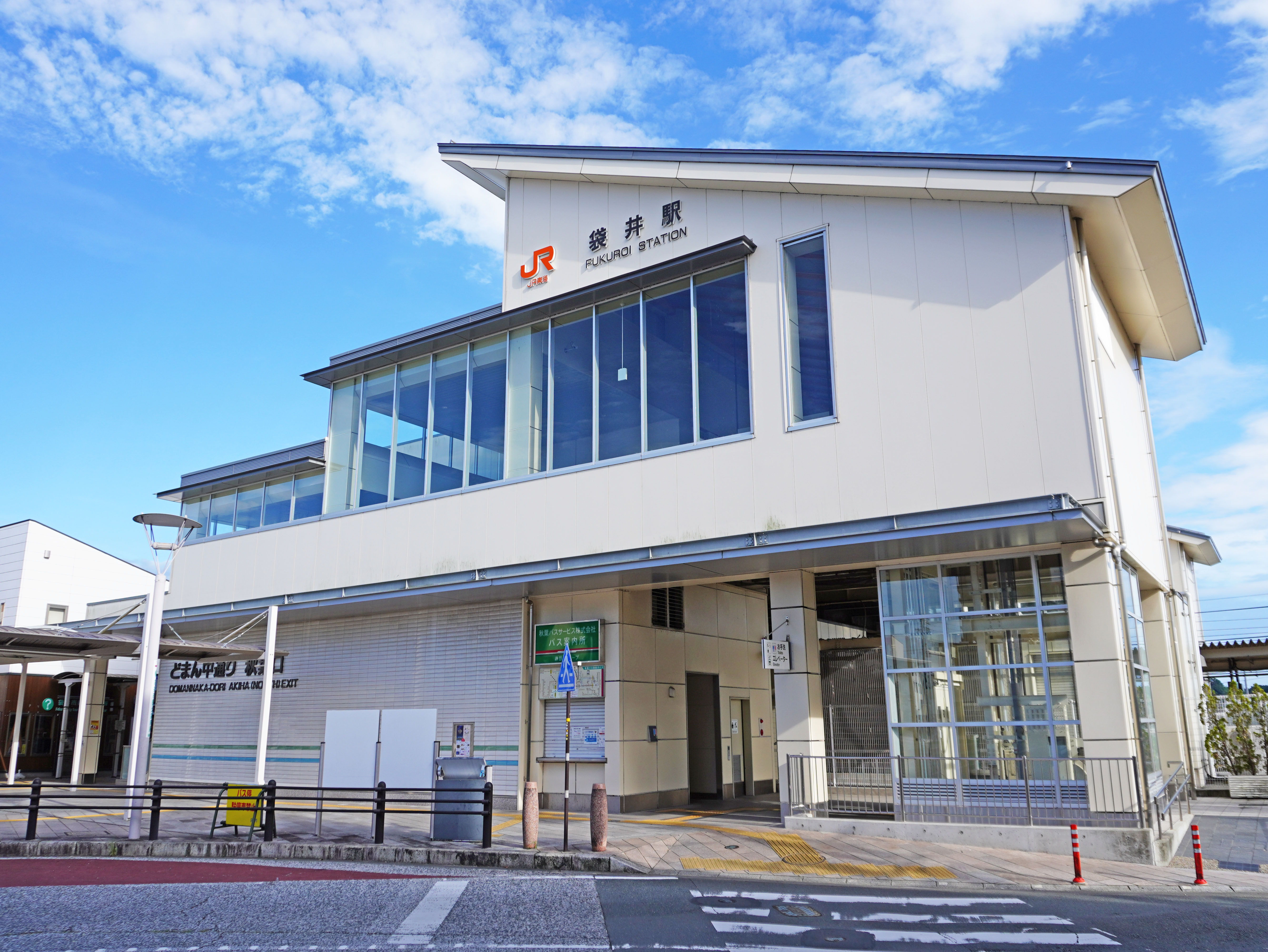
Ausgang Akihabara (Nordausgang) des JR-Bahnhofs Tokai Fukuroi

## Linien
| Verlauf der Tōkaidō-Hauptlinie (Atami–Toyohashi) |
| --- |
| Atami • Kannami • Mishima • Numazu • Katahama • Hara • Higashi-Tagonoura • Yoshiwara • Fuji • Fujikawa • Shin-Kambara • Kambara • Yui • Okitsu • Shimizu • Kusanagi • Higashi-Shizuoka • Shizuoka • Abekawa • Mochimune • Yaizu • Nishi-Yaizu • Fujieda • Rokugō • Shimada • Kanaya • Kikugawa • Kakegawa • Aino • Fukuroi • Iwata • Toyodachō • Tenryūgawa • Hamamatsu • Takatsuka • Maisaka • Bentenjima • Araimachi • Washizu • Shinjohara • Futagawa • Toyohashi |

## Geschichte
Die staatliche Eisenbahnverwaltung eröffnete den Bahnhof am 16. April 1889, zusammen mit dem Abschnitt Shizuoka–Hamamatsu der Tōkaidō-Hauptlinie. Ab 28. Dezember 1902 war er der südliche Ausgangspunkt der Akiba-Linie. Die Endhaltestelle dieser Straßenbahn trug den Namen Shin-Fukuroi (新袋井), lag an der Nordseite des Vorplatzes und besaß ein eigenes kleines Stationsgebäude. Da es keinen Bahnsteig hatte, nutzten die Fahrgäste stattdessen Holzschemel, um in die Wagen zu steigen. Am 12. Januar 1914 ging der erste Abschnitt der späteren Sun’en-Linie in Betrieb. Deren Endhaltestelle hieß ebenfalls Shin-Fukuroi, befand sich aber an der Südseite des Bahnhofs und war über eine Brücke erreichbar. Beide Strecken waren ab 1923 bzw. 1943 im Besitz der Shizuoka Tetsudō.
1959 ersetzte die Japanische Staatsbahn das Empfangsgebäude durch einen Neubau. Am 20. September 1962 legte die Shizuoka Tetsudō die Akiba-Linie still, am 28. August 1967 auch die Sun’en-Linie. Aus Kostengründen stellte die Staatsbahn am 21. Januar 1984 den Güterumschlag ein, am 14. März 1985 auch die Gepäckaufgabe. Im Rahmen der Staatsbahnprivatisierung ging der Bahnhof am 1. April 1987 in den Besitz der neuen Gesellschaft JR Central über. Das heutige Empfangsgebäude entstand aus dem Bedürfnis heraus, die beidseits des Bahnhofs gelegenen Stadtteile besser miteinander zu verbinden. Nachdem 2007 erstmals Planungen für einen Neubau vorgestellt worden waren, wurde es am 30. November 2014 eröffnet.